# Шиндлер, Эмиль Якоб
Эмиль Якоб Шиндлер (нем. Emil Jakob Schindler; 27 апреля 1842[…], Вена — 9 августа 1892[…], Вестерланд, Шлезвиг-Гольштейн) — австрийский художник-пейзажист.

## Биография

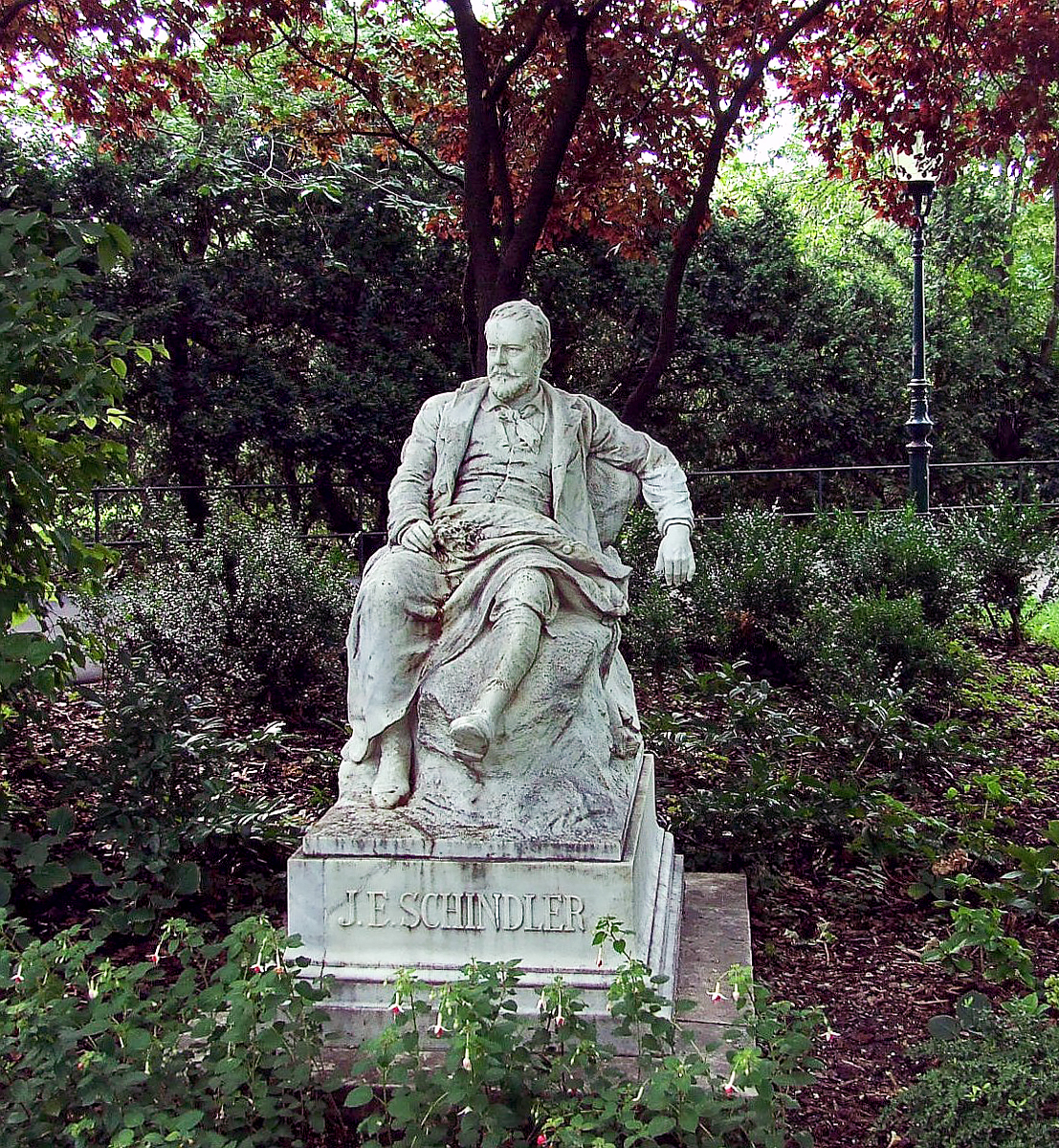
Памятник Шиндлеру, Венский городской парк

Родился в 1842 году в семье фабриканта в фешенебельном пригороде Вены.
Первоначально родители прочили сыну карьеру военного, однако он предпочёл посвятить себя живописи и в 1860 году поступил в Венскую академию художеств, где учился в мастерской Альберта Циммермана. Окончив обучение, Шиндлер совершил несколько путешествий: в 1873 году посетил Венецию, в 1874 году — в Далмацию, в 1875 году — Нидерланды.
4 февраля 1879 года Шиндлер женился на певице Анне-Софии Берген (1857—1938), которая на момент свадьбы была уже беременна от него. В этот период финансовое положение четы Шиндлеров было довольно стеснённым, так что они были вынужден снимать квартиру совместно с другом Шиндлера — художником Юлиусом Виктором Бергером. В этот период у них родилась дочь Альма, вошедшая в историю как Альма Малер-Верфель, последовательно бывшая женой четырёх знаменитостей, включая композитора Малера. Исследователи биографии Альмы, предполагают, что спустя какое-то время у её матери завязался роман с Бергером, и что именно от него она родила свою вторую дочь — Маргариту-Юлию (1880).
В начале 1881 года Шиндлер выиграл художественную премию имени Райхеля в размере 1500 гульденов, что не только на определённый срок положило конец финансовым трудностям семьи, но и привлекло к его творчеству устойчивое внимание богатых покупателей. Шиндлеры переехали в более просторную квартиру (не взяв с собой Бергера). С 1885 года они проводили лето в замке Планкенберг, где была основана своего рода художественная колония, в которой более опытные художники (в том числе и Шиндлер) в летние месяцы обучали более молодых (в числе которых была Мария Эгнер).
В 1887 году наследник австрийского престола кронпринц Рудольф поручил Шиндлеру создать с натуры серию акварельных видов портовых городов Далмации (Хорватии), в то время принадлежавших Австро-Венгрии, и, в дополнение к гонорару, возместил ему все расходы за эту поездку. Этот заказ быстро стал достоянием гласности и ещё сильнее укрепил репутацию Шиндлера. В 1887 году он был избран действительным членом (академиком) Венской академии художеств, а в 1888 году — иностранным членом Мюнхенской академии.
Однако, жена Шиндлера, расставшись с Бергером, начала отношения с учеником и помощником мужа — молодым художником Карлом Моллем. Согласно предположению исследователя Оливера Холмса, биографа Альмы Малер-Верфель, поведение матери плохо отразилось на характере обоих дочерей.
Шиндлер скончался в 1892 году в Вестерланде, с симптомами, не исключавшими отравления. В 1895 году в Вене ему был установлен памятник. В том же году его вдова официально вышла замуж за Карла Молля. Их брак продлился более тридцати лет. Экс-фрау Шиндлер умерла в 1938 году. Карл Молль покончил с собой весной 1945 года в знак протеста против освобождения Вены Советской армией, сообщив в прощальной записке «Я ничем не расстроен, у меня было всё прекрасное, что может предложить жизнь». Его дочь и зять отравились следом.
Памятник Шиндлеру сохранился и украшает Венский городской парк. Он расположен в сравнительной близости от знаменитого памятника Иоганну Штраусу.

## Галерея

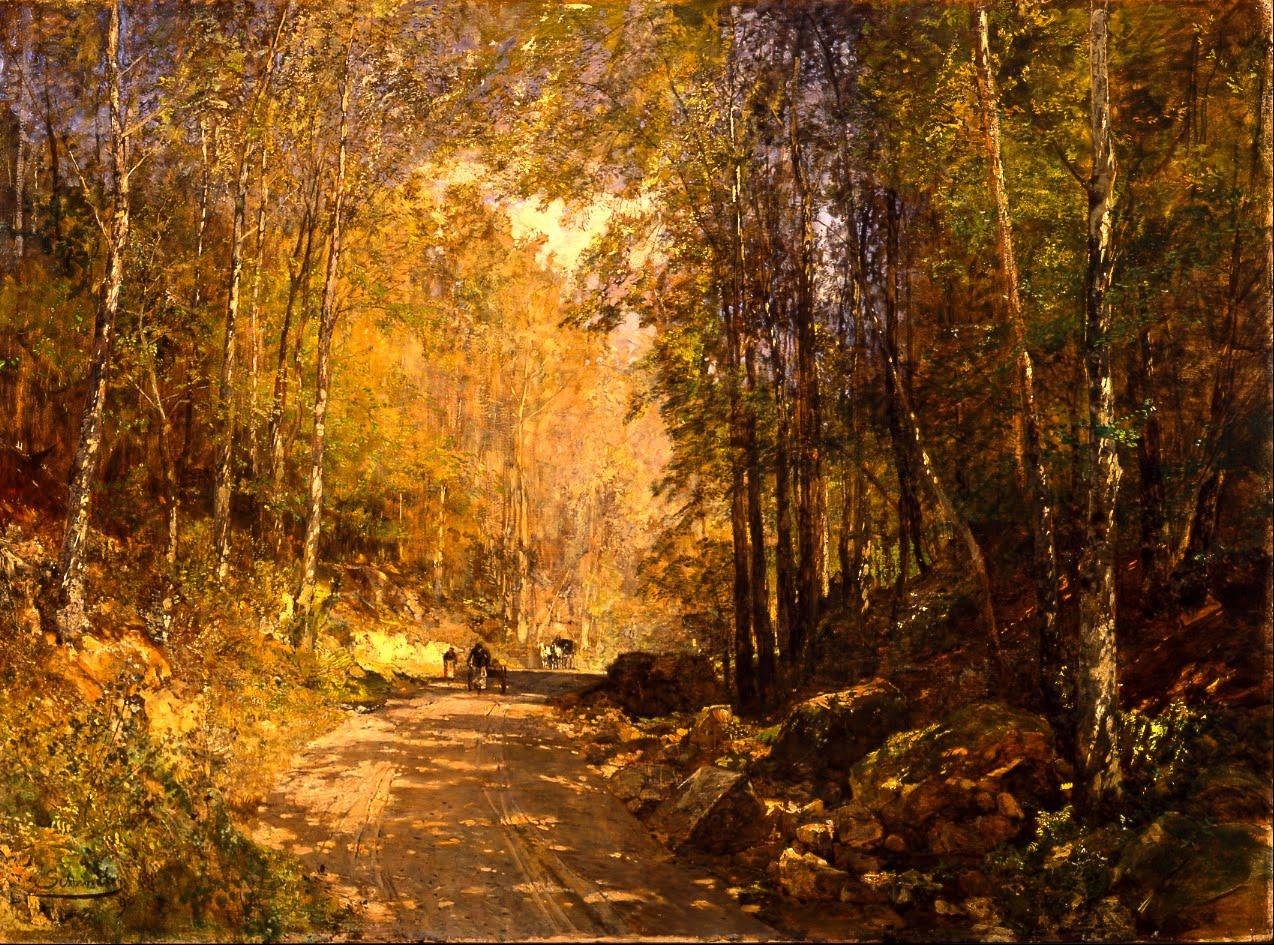
Лесная дорога
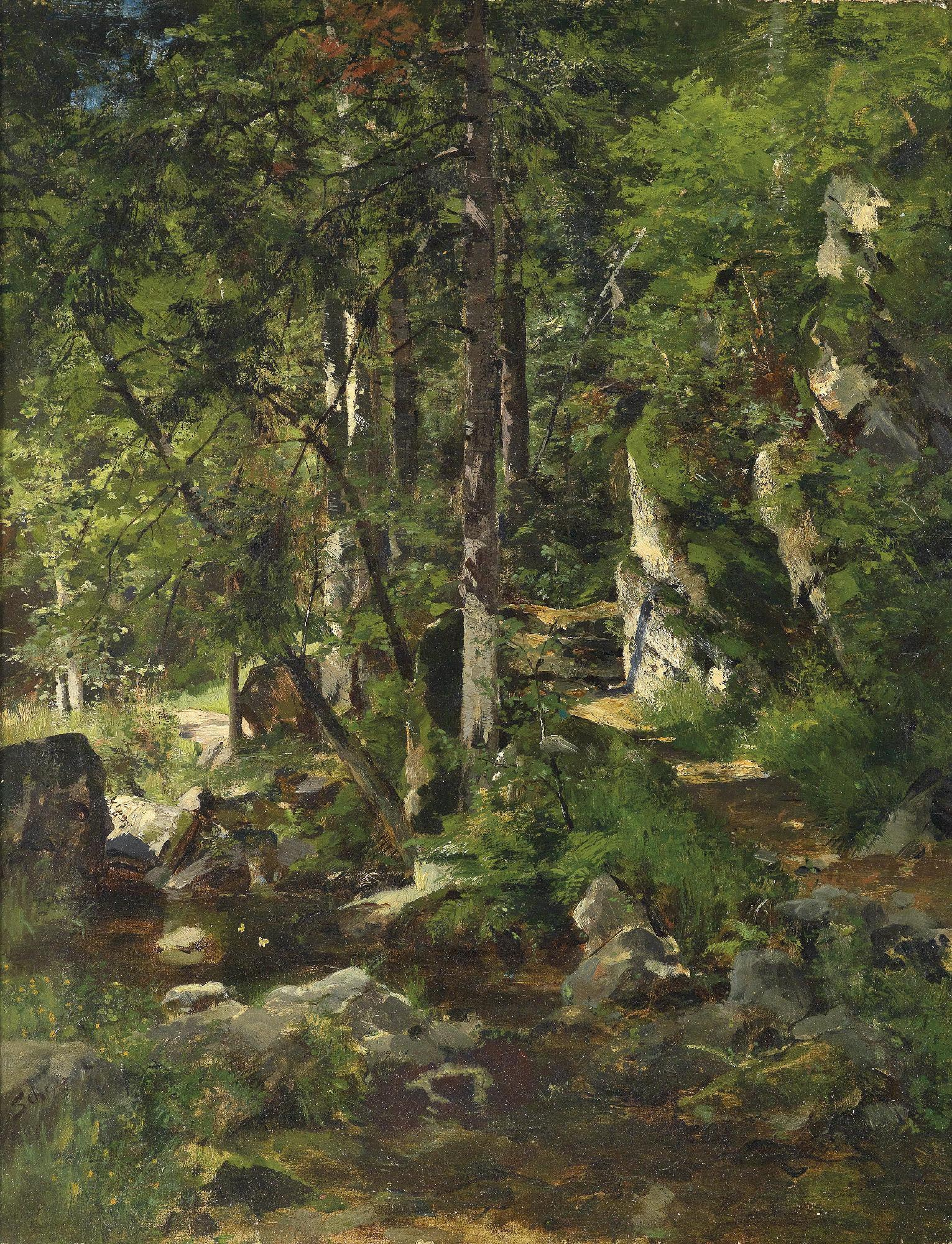
Лесная тропа
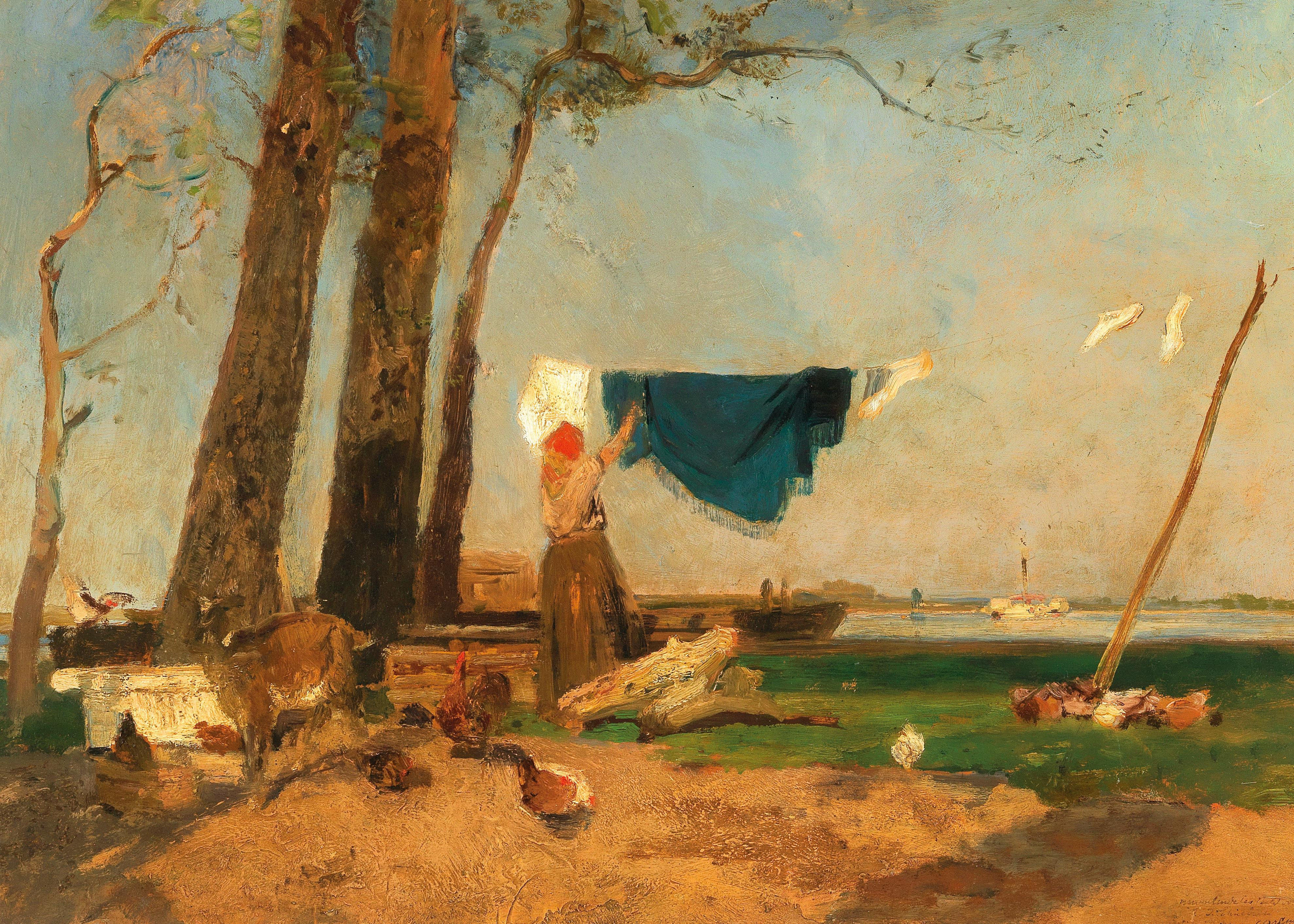
Прачка-рыбачка на берегу Дуная
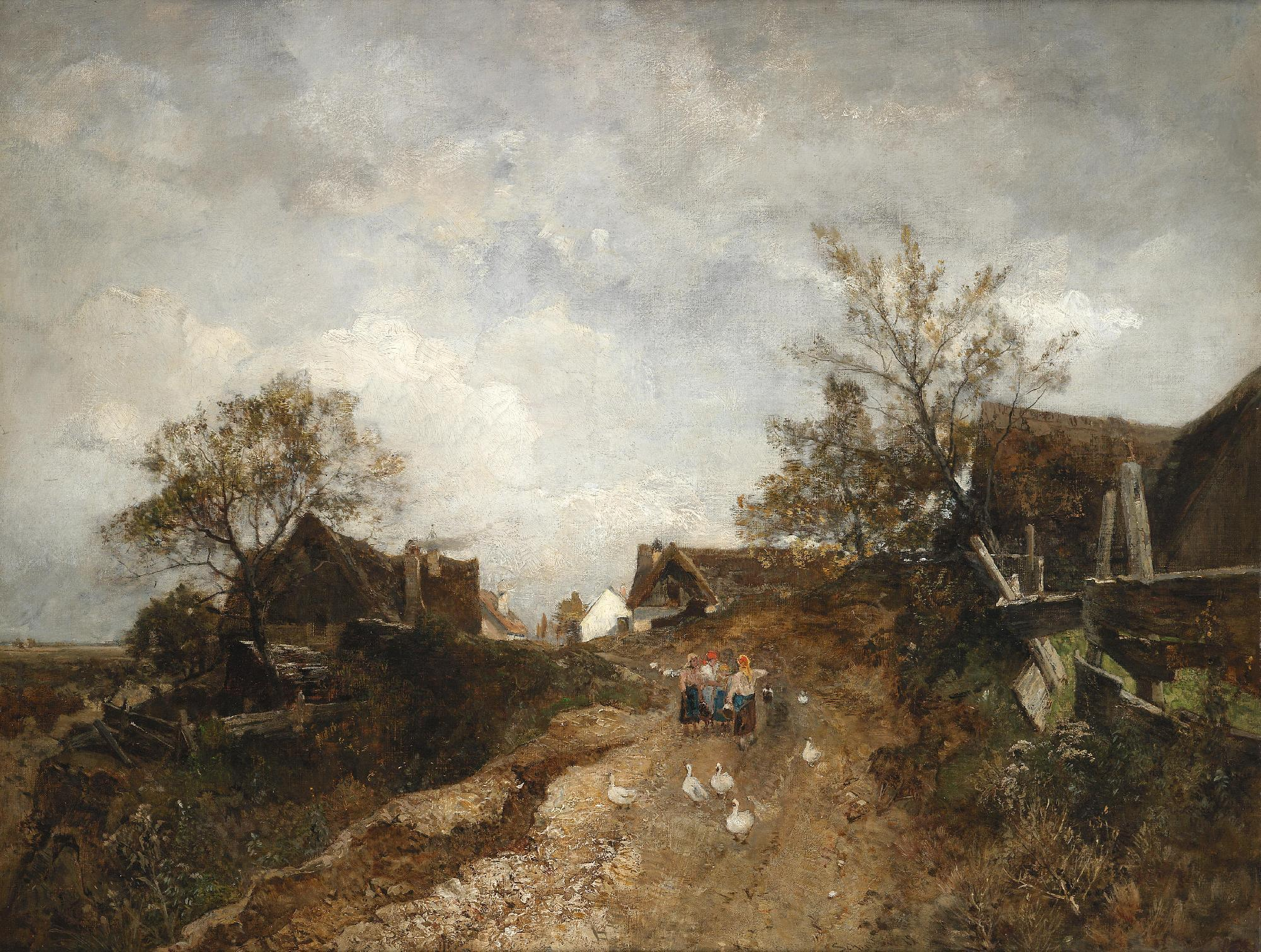
Деревня Хаслау на Дунае
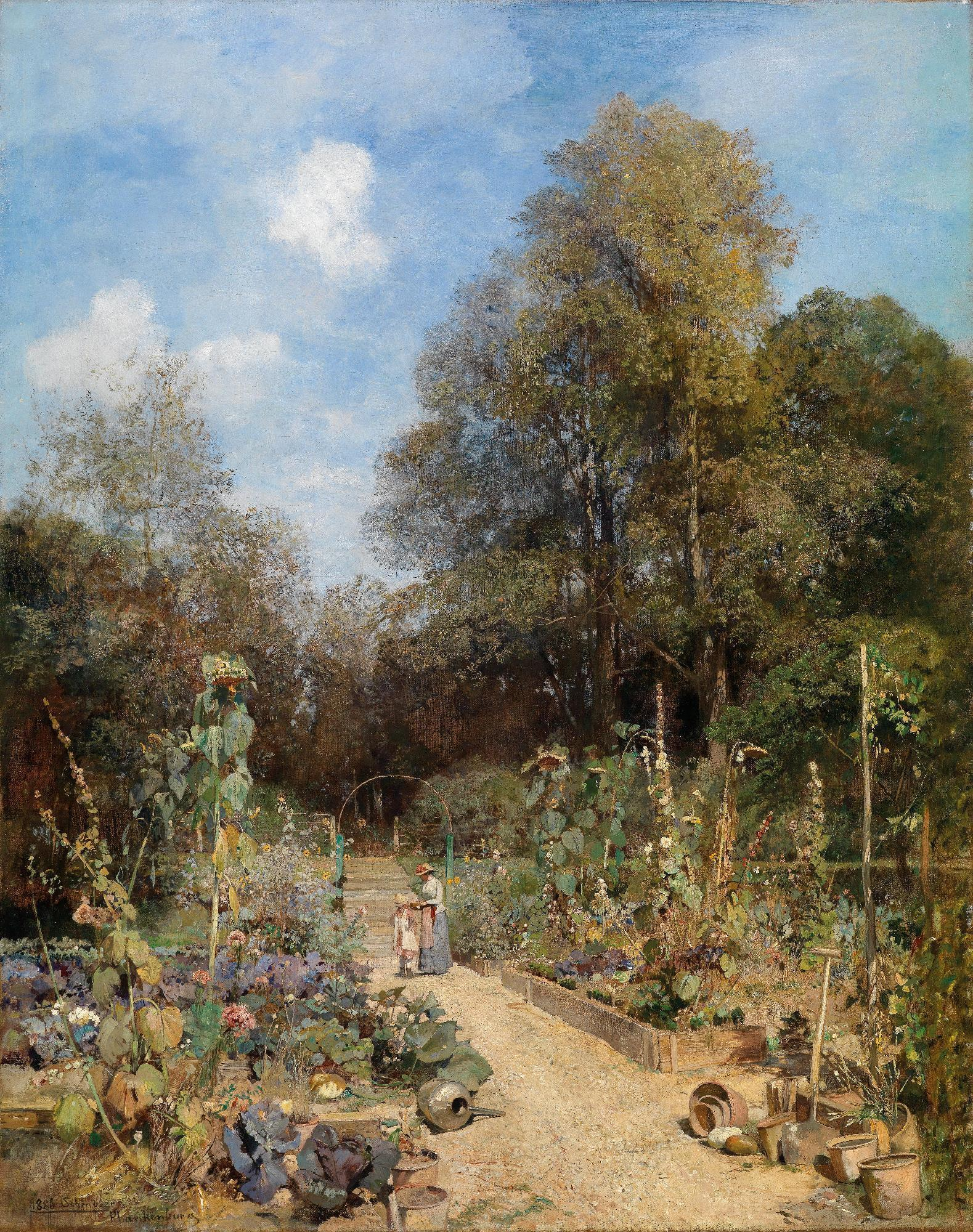
Сад в Планкенберге
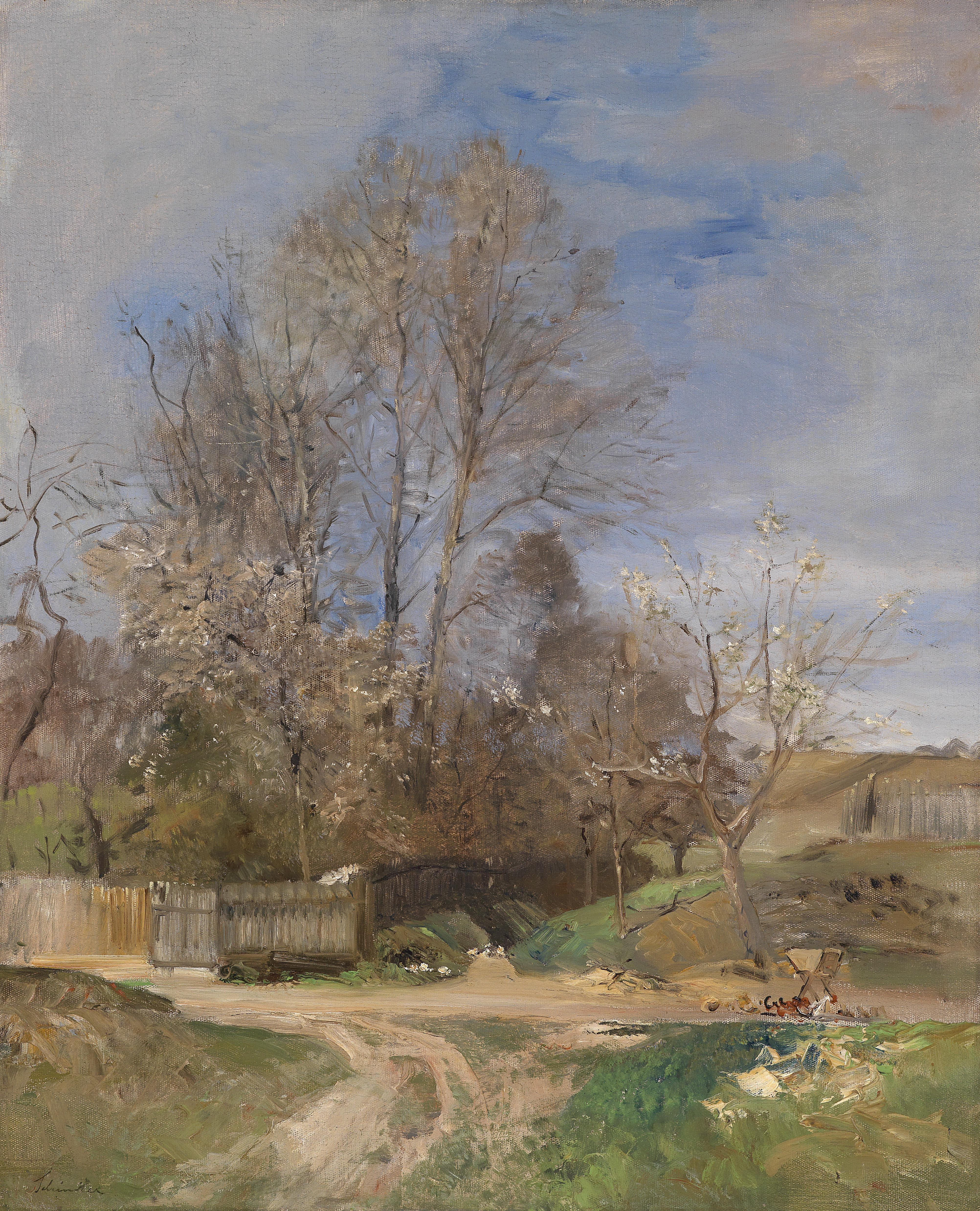
Весна в Планкенберге
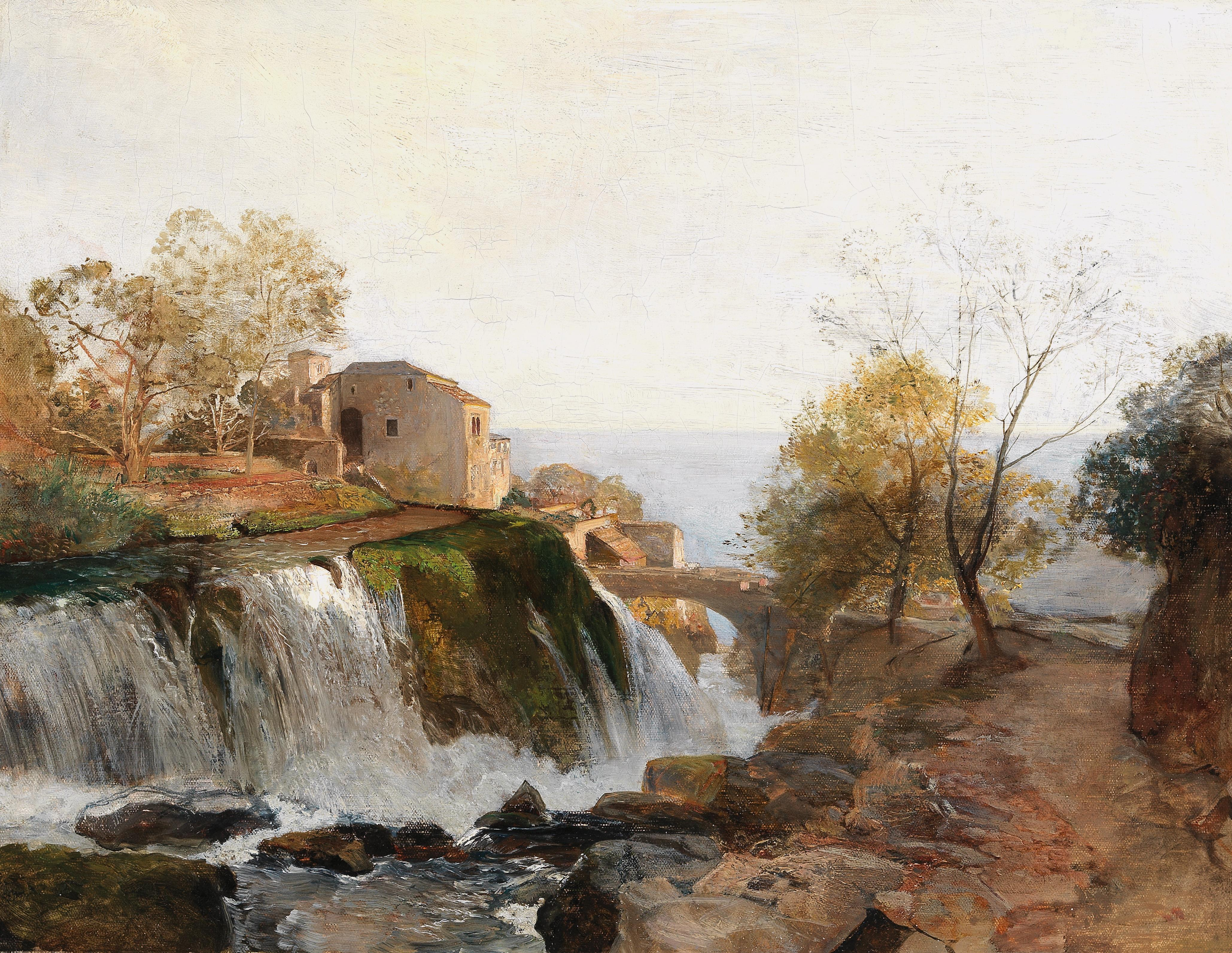
Водяная мельница в Далмации около Рагузы
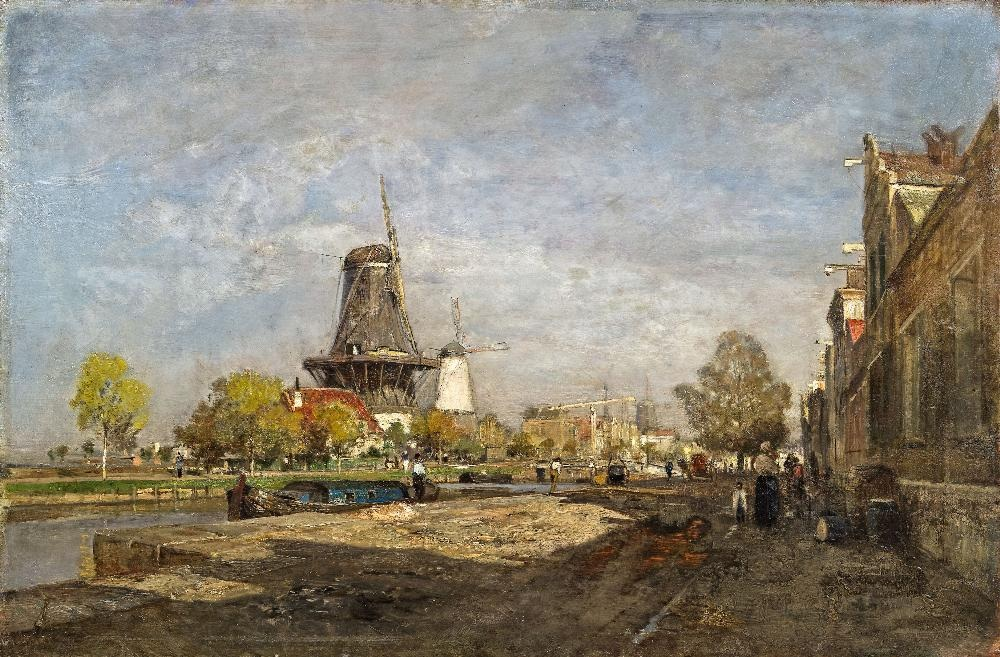
Ветряные мельницы в Амстердаме
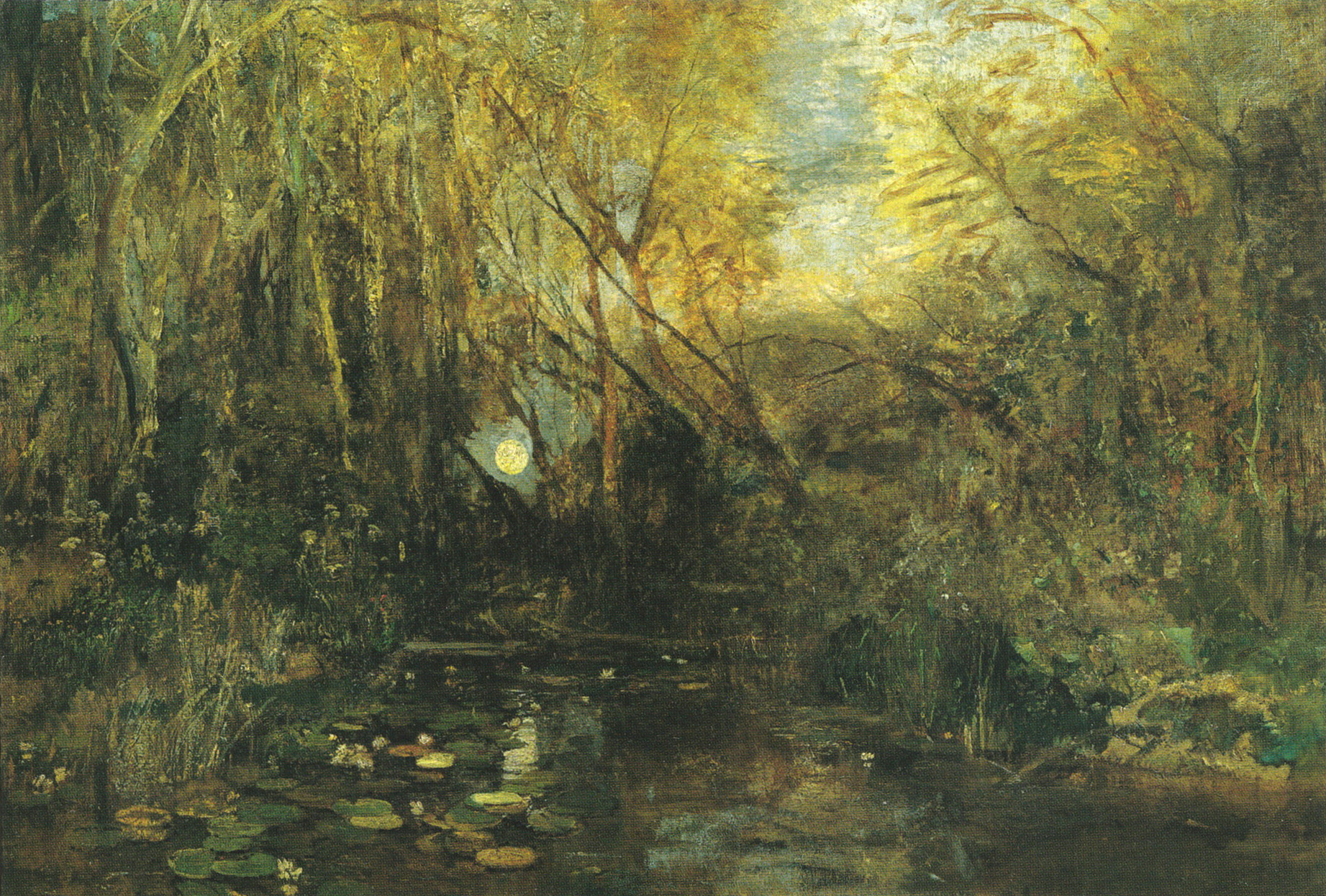
Лунная ночь в парке Пратер
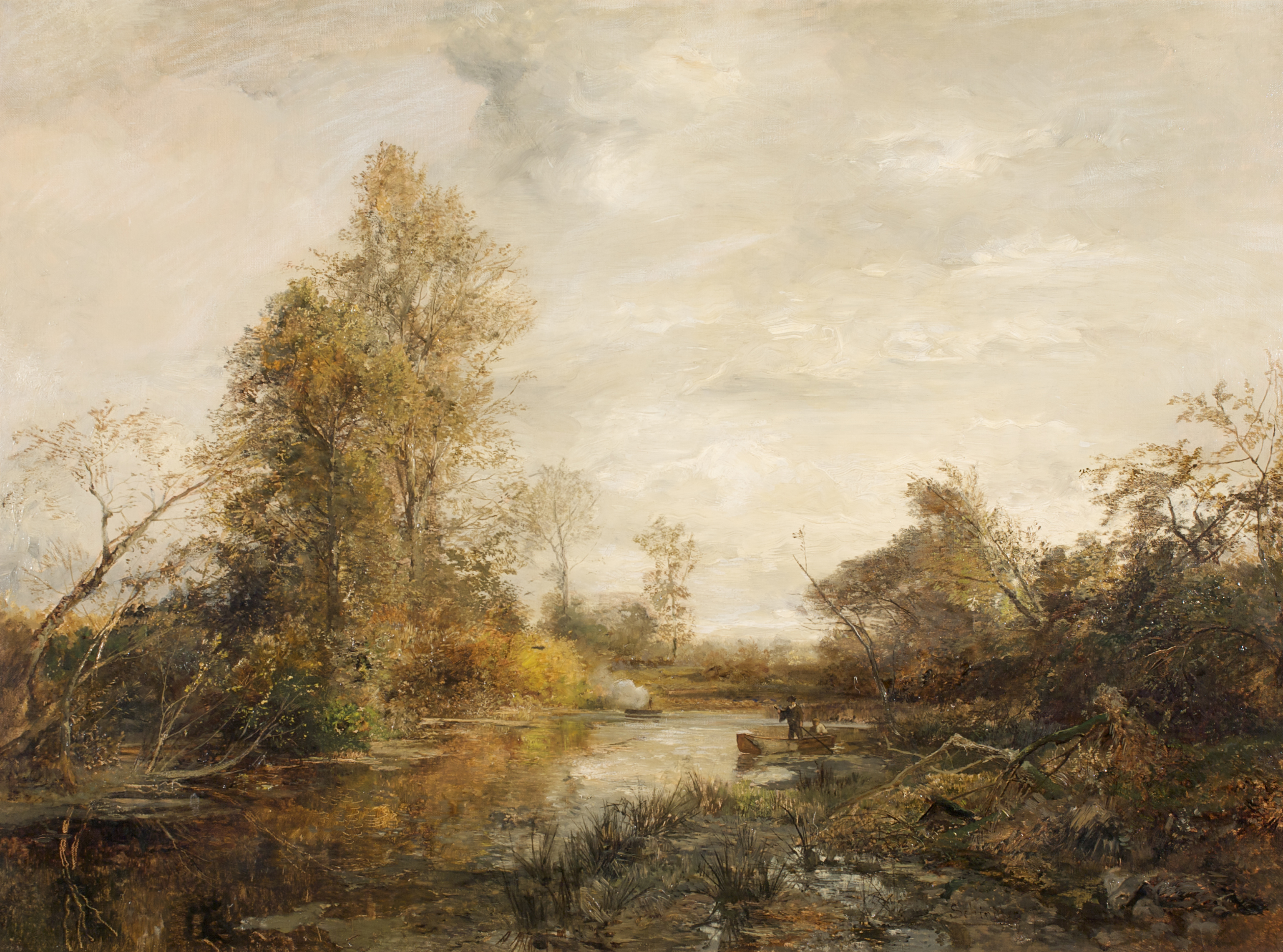
Охотники на уток в парке Пратер
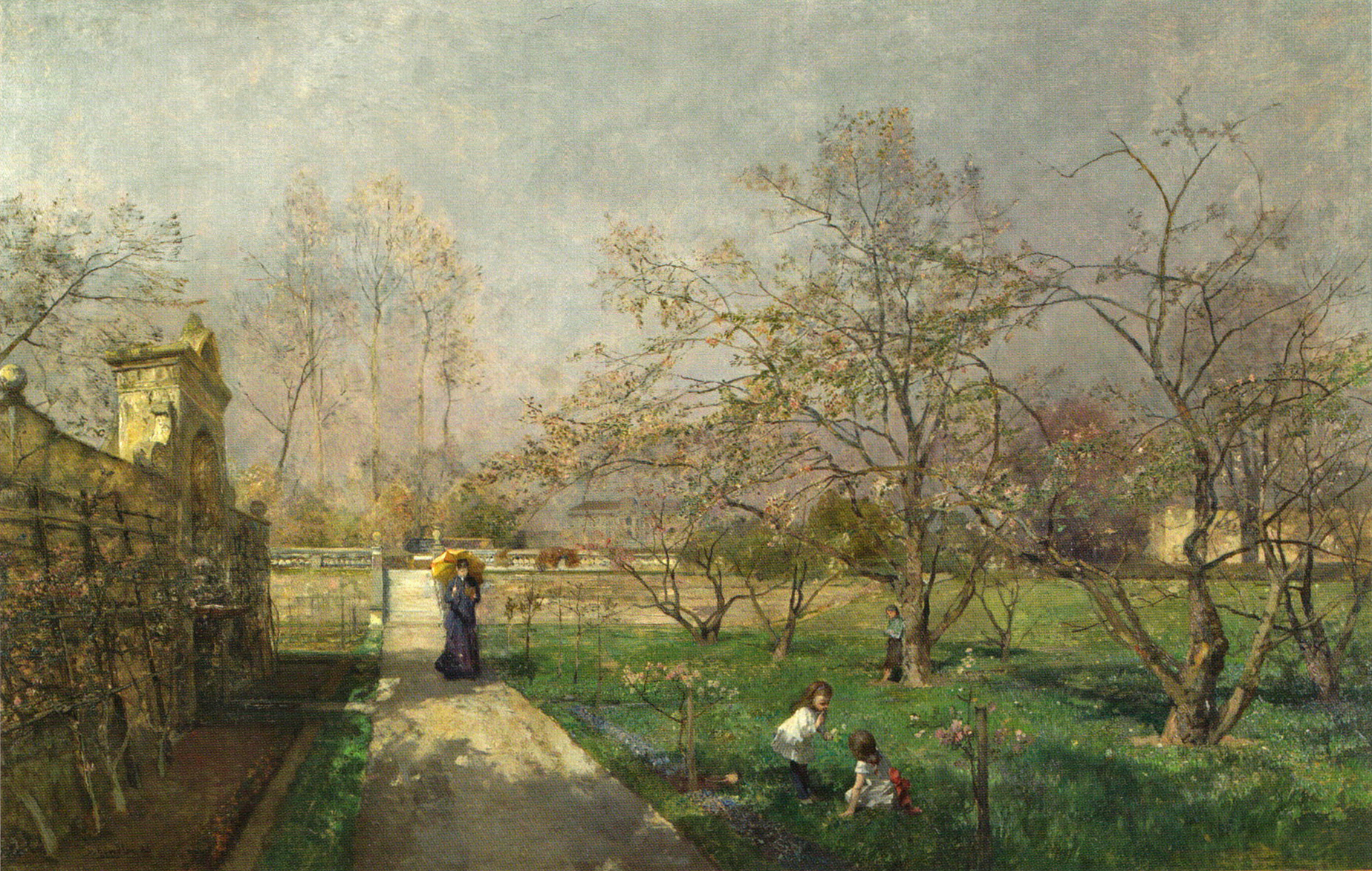
Сад в Нидервейдене
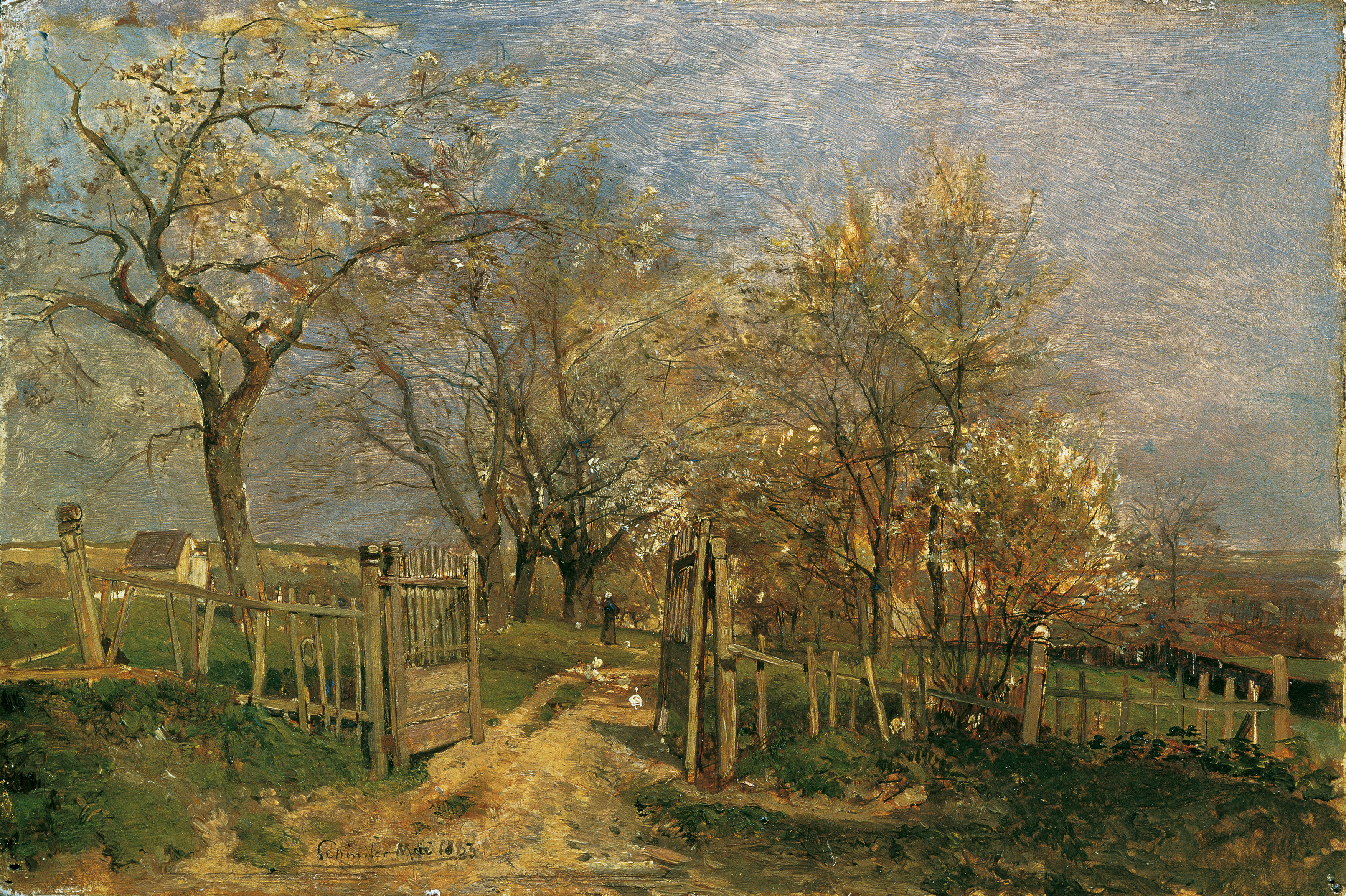
Весенний сад